# Calgary Kickers
I Calgary Kickers furono un club calcistico canadese con sede a Calgary e militante nella Canadian Soccer League. Dopo la stagione 1988 il club cambiò proprietà e mutò la denominazione in Calgary Strikers, prima di fallire definitivamente al termine del 1989. I colori sociali erano il nero e l'azzurro.

## Storia
Un club di nome Calgary Kickers esisteva già precedentemente alla creazione della CSL, ed aveva saltuariamente preso parte a tornei dilettantistici locali. Nel 1987, alla sua stagione di esordio, il club dell'Alberta riuscì a conquistare il titolo di campione canadese, sconfiggendo nella finale dei play-off gli Hamilton Steelers. I Kickers furono anche la squadra con più punti al termine della stagione regolare, inoltre l'attaccante Nick Gilbert si laureò capocannoniere del torneo e venne nominato miglior giocatore della CSL. La cessione proprio di Gilbert ai Toronto Blizzard si rese necessaria nel 1988 per provare a contenere le difficoltà finanziaria del club.
Per la stagione 1989 una nuova proprietà locale rilevò la franchigia, ribattezzandola Calgary Strikers. Il quadro economico però non migliorò, anche a causa dello scarso successo di pubblico, e al termine del campionato anche gli Strikers fallirono. Ad ogni modo il club di Calgary riuscì a centrare la qualificazione ai play-off in tutte le sue partecipazioni alla CSL.

## Allenatori
- 1987  Peter Welsh
- 1988  Dave Randall
- 1989  Tony Towers